# Absturz nach oben
Absturz nach oben ist ein in Verbindung mit Treibscheibenaufzügen verwendeter Fachbegriff für Formen des technischen Versagens der Aufzugsanlage, bei denen der Fahrkorb durch das Gegengewicht unkontrolliert nach oben beschleunigt wird.

## Ursache
Treibscheibenaufzüge gehören zusammen mit den Hydraulikaufzügen zu den am häufigsten verbauten Aufzugsanlagen. Bei den Treibscheibenaufzügen werden die Tragmittel, meistens Stahlseile, vom Fahrkorb ausgehend über eine Treibscheibe zu einem Gegengewicht geführt (1:1-Aufhängung) oder sind an beiden Enden im Schacht arretiert und werden jeweils an Kabine und Gegengewicht umgeleitet (2:1-Aufhängung). Das Gegengewicht ist üblicherweise genauso schwer wie die mit halber Nennlast beladene Kabine. 
Kommt es nun bei einer geringeren Beladung des Fahrkorbs zu einem Versagen der Bremsen, einem Getriebeschaden, einem Bruch der Treibscheibenwelle oder einem manuellen Lösen der Bremsen (etwa zur Personenbefreiung), wird der leichtere Fahrkorb vom schwereren Gegengewicht nach oben gezogen.

## Folgen
Abhängig von der Art des Aufzugs, des Fehlers, der Gewichtsdifferenz und des Weges bis zur Schachtdecke können dabei hohe Geschwindigkeiten erreicht werden. Beim Auftreffen auf die Schachtdecke kann es zu schwerwiegenden Schäden am Aufzug und an der Gebäudestruktur kommen. Befinden sich Personen in der Kabine, besteht für diese die Gefahr schwerster Verletzungen. 

## Risikobewertung
Das Risiko für einen Absturz nach unten ist bei Aufzügen sehr gering. Bei einer zu großen Abweichung von der Nenngeschwindigkeit löst normalerweise der Geschwindigkeitsbegrenzer die Fangvorrichtung aus und stoppt den Fahrkorb innerhalb kurzer Zeit. Diese Sicherheitsfunktion wird in Deutschland auch bei der zweijährlich stattfindenden Hauptuntersuchung geprüft.
Der Absturz nach oben ist zwar wahrscheinlicher als der Absturz nach unten, aber bei gut gewarteten und geprüften Aufzügen ist die Gefahr für beide Fehler verschwindend gering.

## Gegenmaßnahmen
Zur Vermeidung eines Absturzes nach oben gibt es mehrere, zum Teil nachrüstbare Lösungen:
1. eine Treibscheibenbremse wird direkt mit der Treibscheibe verbunden und bremst den Aufzug bei einer unkontrollierten Bewegung ab.
2. eine Zweikreisbremse, bestehend aus zwei unabhängigen Bremsen, die je nach Typ direkt am Motor oder der Treibscheibe befestigt sind. Diese Lösung kommt nur bei getriebelosen Direktantrieben zum Einsatz.
3. Fang nach oben analog zur Fangvorrichtung für den Absturz nach unten.

## Normen/Vorschriften
- EN 81